# Радка Кушлева
Радка Манолова Кушлева е българска народна певица, изпълнителка на родопски фолклор.

## Биография
Радка Кушлева е родена в семейството на певци и гайдари, а тя от малка пее. Първите изяви на младата родопчанка са през 1942 година. Тогава гласът ѝ прозвучава за първи път по Радио Скопие, а от 1948 г. и по Радио София. Ученичката в софийското стопанско училище е одобрена от комисията и по радиото често се чуват оригиналните ѝ родопски песни. Съпровождат ѝ „Кореняшката група“, орк. на Иван Кавалджиев и отделни инструменталисти. Първите песни, които пее по Радио София, са „Бела съм...“, „Кадона седи в бахчона“, „Заспало е челебийче“, „Радо, мари, бяла радо“. През 50-те години на XX век записва повече от 70 оригинални родопски песни, по-голямата част от които са в Златния фонд на Българското национално радио.
Заедно със сестрите си Мария, Анка и Стефка сформира вокалния квартет „Сестри Кушлеви“, с който правят много записи и концерти в България и по света. Това е първият вокален квартет в България, който изпълнява фолклорни обработки. По-късно квартетът прераства в секстет. В него вече пеят дъщерите на Радка – Соня и Диди. Секстет „Кушлеви“ гастролира с успех в много страни по света, издава няколко грамофонни плочи в „Балкантон“. Те са първите народни певици, които заедно с Емил Димитров записват модерни варианти на песните „Дилмано, дилберо“ и „Грозде“ с орк. "Балкантон" с дир. Димитър Ганев. Забележителното е, че Анка и Стефка Кушлеви правят всички обработки на песните от репертоара на състава. Радка Кушлева е член и на ансамбъла „Наша песен“, в който пеят още Мита Стойчева, Лалка Павлова, Борис Машалов, Славка Секутова и Ика Стоянова.
Заради красотата на тембъра ѝ наричат Кушлева „славея на Родопите“. В нейна памет, в родното ѝ село Широка лъка се организира национален конкурс-надпяване „С песните на Радка Кушлева“. Дъщеря ѝ Диди Кушлева е известна българска акордеонистка.

## Галерия
- Семейството на Сестри Кушлеви в Скопие, 1943 г.